# クノールのピロール合成
クノールのピロール合成（クノールのピロールごうせい、Knorr pyrrole synthesis）は、広く用いられている置換ピロール(3)の合成法である。この方法は、α-アミノケトン(1)とカルボニル基のα位にメチレン基を含む化合物(2)との反応を伴う。
この方法は、亜鉛と酢酸のような触媒を必要とし、室温で進行する。α-アミノケトンは自ら縮合しやすいため実験を行う直前に調製する必要がある。この方法はオキシムに関係している。